# ВЕС Бйоркгейден
ВЕС Бйоркгейден (швед. Björkhöjden) — наземна вітрова електростанція у Швеції. Знаходиться в центральній частині країни на межі ленів Вестерноррланд та Ємтланд.
Майданчик станції розташовано в лісистій місцевості на площі 4300 гектарів. Тут двома чергами у 2015—2016 роках встановили 90 турбін компанії Siemens типу Siemens SWT-3.0-113 DD з одиничною потужністю 3 МВт. Довжина однієї лопаті турбіни становить 55 метрів, діаметр ротора 113 метрів.
Річне виробництво електроенергії очікується на рівні 777 млн кВт·год, чого повинно вистачити для 40 тисяч приватних будинків із поширеним у скандинавських країнах електроопаленням.